# سیارک ۱۸۱۲۷۹
سیارک ۱۸۱۲۷۹ (به انگلیسی: 181279 Iapyx، نامگذاری:2006BF8) صد و هشتاد و یک هزار و دویست و هفتاد و نهمین سیارک کشف شده‌است که در ۲۲ ژانویه ۲۰۰۶ کشف شد.